# Пљачка Солуна (1185)
Пљачкање Солуна из 1185. од стране Нормана из Краљевства Сицилије је било јенда од најгорих катастрофа која је задесила Византијско царство у 12. веку. Управник града, Давид Комнин, је занемарио организовање неопходних припрема за предстојећу опсаду, чак је и забранио спорадична ометања (чарке) од стране бранилаца која је требало да ометају нораманско подизање опсаде над градом. Византијске помоћне војне снаге нису успеле да ускладе своје деловање и напоре, и само су две војне групације, под командом , Теодора Комнина и Јована Маурозомеса, заиста притекле граду у помоћ . У догађају који је уследио, Нормани су радовима испод источног зида поткопали зид, и отворили пролаз кроз који су ушли у град. Осавајање града изродило се у у чудовишни масакр градског становништва, које је према неким минималним проценама однело бар 7 000 жртава. Опсада је подробније описана у хроникама градског архи-епископа Евстатија Солунског, који је боравио у граду за време и након опсаде. Нормани су под окупациом Солун држали до средине Новембра, када су због свог пораза у бици код Деметрича били принуђени да се повуку из града. Долазећи на основу изговора, чији је осов чинио масакар над Латианима у Константинопољу 1182. год од стране претендента на престо Андроника Комнина, Нормани су починивши масакр над Солуњанима само проширили расцеп између Латина и Православних хришћана на истоку. Према сведочњима из хроника нормански окупатори су пљачкали цркве, крали реликвије и починили нека од највећих светогрђа, као на пример то што су своје чизме мазали опљачканим светим миром које је потицало од моштију неких од најпоштованијих хришћанских светитеља. Ово је такође био и један од узрока за уклањање и погубљење тада непопуларног Андроника I Комнина иначе веома омрзнутог од стране Латина и уздизања на престо Исака II Анђела.